# Esterházy
Esterházy, mađarska velikaška obitelj porijeklom iz plemena Salomon. U 17. stoljeću dobili su naslov barunâ od Gálanthe, prema svom dvoru i posjedu u Galanti u današnjoj Slovačkoj. Imali su posjede i na teritoriju Kraljevine Hrvatske te su sudjelovali u njenom javnom životu.
U 15. stoljeću nosili su naslov de Zerház iz čega je izvedeno njihovo obiteljsko ime. Prvi poznati predak obitelji bio je Nikola de genere Salomon, koji se spominje sredinom 13. stoljeća. U 15. stoljeću članovi obitelji su zabilježeni kao de Salamonwatha dictus de Zerház, a potom kao de Ezterház. Obiteljsko ime s pridjevkom de Gálantha prvi je koristio Benedikt u prvoj polovici 16. stoljeća. Benediktov sin Franjo (1532. – 1604.) ostavio je trojicu sinova: Nikolu (1582–1645), Danijela (1580–1654) i Pavla (1581–1641), koji su utemeljili tri glavne linije obitelji Esterházy. Sva trojica braća, zajedno s četvrtim bratom Gabrijelom († 1618.), čija je loza izumrla 1670. godine, dobili su naslov barunâ od Gálanthe od kralja Matije II. Habsburga (1608. – 1619.).
Nikola je obnašao dužnost ugarskog palatina, a sudjelovao je i u javnom životu u Hrvatskoj. Njegov sin Pavao (1635,–1712.) bio je također ugarski palatin, a dobio je i naslov kneza. Pavlov sin Nikola Antun († 1695.) je bio svećenik i od 1688. godine naslovni kninski biskup. Pavlov nećak Josip (1682. – 1748.) bio je hrvatski ban (1733. – 1741.). Josipov nećak Franjo (1715. – 1785.) bio je 1783. godine imenovan hrvatskim banom.
Danijelova loza imala je posjed Csesznek i stekla je grofovski naslov 1683. godine. Iz te loze je zagrebački biskup i ostrogonski nadbiskup Emerik Esterházy († 1745.).